# متر مكعب في الثانية
متر مكعّب في ثانية (m3.s−1, m3/s)(م3.ث−1)(م3/ث)وحدةَ قياس التدفق وتعنى مكعّب طول ضلعه مترِ واحد يتحرك كُلّ ثانية. تستعمل عادة لقياس تدفق المياه، خصوصاً في الأنهار والجداول وتستخدم لقياس تدفق الهواء في وسائل التبريد والتكييف ، و تستخدم أيضاً في قياس معدل السريان الحجمي لسائل .
- 1 متر مكعب في الثانية يساوي:
  - 1,000 لتر بالثانية.
  - 264.172051 جالون أمريكي بالثانية.
  - 31,536,000 مترا مكعبا بالسنة.